# Callithea munduruca
Callithea munduruca är en fjärilsart som beskrevs av Anton Heinrich Fassl 1922. Callithea munduruca ingår i släktet Callithea och familjen praktfjärilar. Inga underarter finns listade i Catalogue of Life.